# Ebisu Muscats (1,5 về sau)
Ebisu Muscats (恵比寿 マスカッツ) là một nhóm thần tượng nữ Nhật Bản với thành viên bao gồm các tarento là người mẫu, nữ diễn viên khiêu dâm hay người mẫu khỏa thân.

## Tiểu sử
Trước đây, Ebisu★Muscats là một nhóm nhạc đã hoạt động trong vòng hai năm từ tháng 10/2015, và là nhóm nhạc kế thừa nhóm Ebisu Muscats thế hệ thứ nhất đã hoạt động trong vòng 5 năm từ tháng 4/2008.
Trong tập đầu tiên của chuơng trình thường nhật "Ebisu Muscats Yokochō!", Mihiro, một thành viên của nhóm Ebisu Muscats thế hệ đầu, đã tham gia nhóm với tư cách là thành viên mới và nhóm không còn được coi là một "nhóm thế hệ thứ hai" trên danh nghĩa, vì thế Ebisu★Muscats đã được giải thể. Tên nhóm của thế hệ mới, gọi là "thế hệ 1,5", sẽ là Ebisu Muscats 1,5. Toàn bộ thành viên nhóm Ebisu★Muscats tại thời điểm giải thế tiếp tục tham gia nhóm Ebisu Muscats 1,5 (vì lí do này, đôi khi nhóm được ghi là thành lập năm 2015).
Asuka Kirara tiếp tục làm "trưởng nhóm thế hệ thứ 5", tuy nhiên sau đó cô đã tốt nghiệp nhóm vào ngày 17/4/2018, và Ichikawa Masami được chỉ định làm trưởng nhóm thế hệ thứ 5 vào ngày 24/8. Ngoài ra, tên nhóm đã được đổi thành Ebisu Muscats, sử dụng lại tên ban đầu của nhóm. Tất cả thành viên được thông báo rằng sẽ tốt nghiệp nhóm vào ngày 13/8/2022, và nhóm trên thực tế sẽ giải thể.
Nhóm cũng thực hiện các chuơng trình thường nhật như Ebisu Muscats Yokochō!,  Ebisu Muscats Mayonaka Wide Show, Ebisu Muscats Supo Supo SPORTS, Ebisu Muscats Mayonaka Ngày hội thể thao, Ebisu Muscats Honey Rap TV, Ngủ đi!!! Muscat.

## Thành viên

### Thành viên tại thời điểm giải thể
| Tên              | Tên tiếng Nhật/Furigana    | Màu trang phục           | Công ti chủ quản (tại thời điểm giải thể) | Thế hệ tham gia | Ngày tham gia                  | Ngày tốt nghiệp nhóm | Ghi chú |
| ---------------- | -------------------------- | ------------------------ | ----------------------------------------- | --------------- | ------------------------------ | -------------------- | --- |
| Ishioka Mai      | 石岡真衣/いしおか まい     | ■ Hồng                   | Plus                                      | 1               | Tham gia từ nhóm Ebisu★Muscats | 13/8/2022            | |
| Ichikawa Masami  | 市川まさみ/いちかわ まさみ | ■ Đỏ                     | T-Powers                                  | 1               | Tham gia từ nhóm Ebisu★Muscats | 13/8/2022            | Trưởng nhóm Ebisu Muscats thế hệ thứ 5                                                                                                   |
| Usa Miharu       | 羽咲みはる/うさ みはる     | ■ Vàng                   | T-Powers                                  | 1               | Tham gia từ nhóm Ebisu★Muscats | 13/8/2022            | |
| Kawakami Nanami  | 川上なな実/かわかみ ななみ | ■ Chàm                   | Borefruit                                 | 1               | Tham gia từ nhóm Ebisu★Muscats | 13/8/2022            | Cách viết tên tiếng Nhật cũ: 川上奈々美                                                                                                  |
| Kanzaki Sae      | 神崎紗衣/かんざき さえ     | ■ Đỏ                     | (Không)                                   | 1               | Tham gia từ nhóm Ebisu★Muscats | 13/8/2022            | |
| Kurosawa Mirei   | 黒沢美怜/くろさわ みれい   | ■ Vàng                   | (Không)                                   | 1               | Tham gia từ nhóm Ebisu★Muscats | 13/8/2022            | |
| Tatsumi Shiina   | 辰巳シーナ/たつみ シーナ   | ■ Vàng                   | Regulu Spade                              | 1               | Tham gia từ nhóm Ebisu★Muscats | 13/8/2022            | |
| Fujiwara Akino   | 藤原亜紀乃/ふじわら あきの | ■ Hồng                   | (Không)                                   | 1               | Tham gia từ nhóm Ebisu★Muscats | 13/8/2022            | |
| Matsuoka Rin     | 松岡凛/まつおか りん       | ■ Chàm                   | (Không)                                   | 1               | Tham gia từ nhóm Ebisu★Muscats | 13/8/2022            | |
| Mikami Yua       | 三上悠亜/みかみ ゆあ       | ■ Xanh da trời           | Miss                                      | 1               | Tham gia từ nhóm Ebisu★Muscats | 13/8/2022            | Phó nhóm thế hệ thứ 5 |
| Momonogi Kana    | 桃乃木かな/もものぎ かな   | ■ Hồng                   | Life Promotion                            | 1               | Tham gia từ nhóm Ebisu★Muscats | 13/8/2022            | |
| Yoshizawa Yuki   | 吉澤友貴/よしざわ ゆき     | ■ Chàm                   | (Không)                                   | 1               | Tham gia từ nhóm Ebisu★Muscats | 13/8/2022            | |
| Kaneko Mihiro    | 金子みひろ/かねこ みひろ   | ■ Trắng → ■ Xanh da trời | m-voice                                   | 1               | 5/10/2017                      | 13/8/2022            | Thành viên Ebisu Muscats từ thế hệ đầu tiên Sinh ra vào thời kì Chiêu Hòa, cô là thành viên lớn tuổi nhất hiện tại Tên cũ: Mihiro/みひろ |
| Kisaragi Saya    | 如月さや/きさらぎ さや     | ■ Đỏ                     | (Không)                                   | 2               | 24/8/2018                      | 13/8/2022            | |
| Kobayashi Hiromi | 小林ひろみ/こばやし ひろみ | ■ Chàm                   | thinkbank                                 | 2               | 24/8/2018                      | 13/8/2022            | |
| Sakura Moko      | 桜もこ/さくら もこ         | ■ Xanh da trời           | All Pro                                   | 2               | 24/8/2018                      | 13/8/2022            | |
| Shirafuji Yuka   | 白藤有華/しらふじ ゆか     | ■ Đỏ                     | Asia Promotion                            | 2               | 24/8/2018                      | 13/8/2022            | |
| Natsuki          | なつ葵/なつき              | ■ Chàm                   | (Không)                                   | 2               | 24/8/2018                      | 13/8/2022            | |
| Nara Ayumi       | なら あゆみ                | ■ Vàng                   | (Không)                                   | 2               | 24/8/2018                      | 13/8/2022            | |
| Maity            | まいてぃ                   | ■ Chàm                   | R・I・P                                   | 2               | 24/8/2018                      | 13/8/2022            | Tên cũ: Kasuya Mai/粕谷まい |
| Matsumoto Yun    | 松本ゆん/まつもと ゆん     | ■ Xanh da trời           | Clemente                                  | 2               | 24/8/2018                      | 13/8/2022            | |
| Miyamu           | みやむ                     | ■ Vàng                   | (Không)                                   | 2               | 24/8/2018                      | 13/8/2022            | Thành viên trẻ nhất hiện tại Tên cũ: Miyamura Nanako/宮村ななこ                                                                          |
| Eikawa Noa       | 栄川乃亜/えいかわ のあ     | ■ Hồng                   | Life Promotion                            | 3               | 31/3/2020                      | 13/8/2022            | |
| Kijima Airi      | 希島あいり/きじま あいり   | ■ Xanh da trời           | Duo Entertainment                         | 3               | 31/3/2020                      | 13/8/2022            | Thành viên Ebisu Muscats từ thế hệ đầu tiên, sinh ra vào thời kì Chiêu Hòa                                                               |
| Yamagishi Aika   | 山岸あや花/やまぎし あいか | ■ Chàm                   | Cruise Group                              | 3               | 31/3/2020                      | 13/8/2022            | |
| Yūriman          | ゆーりまん                 | ■ Vàng                   | (Không)                                   | 3               | 31/3/2020                      | 13/8/2022            | Tên cũ: Fukada Yūri/深田結梨 |
| Hirose Riona     | 広瀬りおな/ひろせ りおな   | ■ Vàng                   | All Pro                                   | 3               | 26/1/2021                      | 13/8/2022            | Thực tập sinh từ 31/3/2020, đã được nâng cấp thành thành viên                                                                            |

#### Cựu thành viên
| Tên              | Tên tiếng Nhật/Furigana        | Màu trang phục | Công ti chủ quản (tại thời điểm giải thể) | Thế hệ tham gia | Ngày tham gia                  | Ngày tốt nghiệp nhóm | Ghi chú                                                                           |
| ---------------- | ------------------------------ | -------------- | ----------------------------------------- | --------------- | ------------------------------ | -------------------- | --------------------------------------------------------------------------------- |
| Tia              | ティア                         | ■ Vàng         | Mine's                                    | 1               | Tham gia từ nhóm Ebisu★Muscats | 28/12/2017           |                                                                                   |
| Asuka Kirara     | 明日花キララ/あすか キララ     | ■ Đỏ           | Diaz Planners                             | 1               | Tham gia từ nhóm Ebisu★Muscats | 17/4/2018            | Trưởng nhóm Ebisu Muscats thế hệ thứ 4 Trưởng nhóm Ebisu Muscats 1,5/thế hệ thứ 5 |
| Aoi Tsukasa      | 葵つかさ/あおい つかさ         | ■ Chàm         | Model Production Eightman                 | 1               | Tham gia từ nhóm Ebisu★Muscats | 1/7/2018             |                                                                                   |
| Kojima Minami    | 小島みなみ/こじま みなみ       | ■ Hồng         | Mine's                                    | 1               | Tham gia từ nhóm Ebisu★Muscats | 24/8/2018            | [ 8 ]                                                                             |
| Jingūji Kanan    | 神宮寺かなん/じんぐうじ かなん | ■ Trắng        | TRIANGLE                                  | 2               | 24/8/2018                      | 24/8/2018            | [ Chú thích 2 ]                                                                   |
| Kamisaki Shiori  | 神咲詩織/かみさき しおり       | ■ Đỏ           | T-Powers                                  | 1               | Tham gia từ nhóm Ebisu★Muscats | 15/12/2018           |                                                                                   |
| Kogawa Iori      | 古川いおり/こがわ いおり       | ■ Đỏ           | T-Powers                                  | 1               | Tham gia từ nhóm Ebisu★Muscats | 15/12/2018           |                                                                                   |
| Subu             | スーブー                       | ■ Đỏ           | (Không)                                   | 1               | Tham gia từ nhóm Ebisu★Muscats | 15/12/2018           | [ Chú thích 3 ]                                                                   |
| Tamori Misaki    | 田森美咲/たもり みさき         | ■ Vàng         | (Không)                                   | 1               | Tham gia từ nhóm Ebisu★Muscats | 15/12/2018           |                                                                                   |
| Natsume Hanami   | 夏目花実/なつめ はなみ         | ■ Vàng         | Vithmic                                   | 1               | Tham gia từ nhóm Ebisu★Muscats | 15/12/2018           |                                                                                   |
| Minato Riku      | 湊莉久/みなと りく             | ■ Xanh da trời | T-Powers                                  | 1               | Tham gia từ nhóm Ebisu★Muscats | 15/12/2018           |                                                                                   |
| Shiraishi Marina | 白石茉莉奈/しらいし まりな     | ■ Xanh da trời | Bstar                                     | 1               | Tham gia từ nhóm Ebisu★Muscats | 2/4/2019             |                                                                                   |
| Hinana Hanon     | 日菜々はのん/ひなな はのん     | ■ Trắng        | Mine's                                    | 2               | 24/8/2018                      | 2/4/2019             |                                                                                   |
| Yamanaka Mayumi  | 山中真由美/やまなか まゆみ     | ■ Hồng         | Advance                                   | 2               | 24/8/2018                      | 27/12/2019           |                                                                                   |
| Nanami Tina      | 七海ティナ/ななみ ティナ       | ■ Vàng         | Eightman                                  | 2               | 24/8/2018                      | 23/6/2020            |                                                                                   |
| Mita Ui          | 三田羽衣/みた うい             | ■ Chàm         | Up Up                                     | 1               | Tham gia từ nhóm Ebisu★Muscats | 1/7/2020             |                                                                                   |
| Mijii Marī       | 藤井マリー/ふじい マリー       | ■ Xanh da trời | One Eight Promotion                       | 2               | 24/8/2018                      | 2/9/2020             |                                                                                   |
| Kano Yura        | 架乃ゆら/かの ゆら             | ■ Hồng         | LINX                                      | 2               | 24/8/2018                      | 6/12/2021            | Thành viên trẻ nhất Ebisu Muscats                                                 |
| Tomoda Ayaka     | 友田彩也香/ともだ あやか       | ■ Đỏ           | Diaz Group                                | 2               | 24/8/2018                      | 6/12/2021            |                                                                                   |
| Yume Kana        | 由愛可奈/ゆめ かな             | ■ Vàng         | (Không)                                   | 1               | Tham gia từ nhóm Ebisu★Muscats | 2/4/2022             |                                                                                   |

### PTA (Cố vấn đào tạo)
| Tên        | Tên tiếng Nhật/Furigana | Công ti chủ quản (tại thời điểm giải thể) | Ngày tham gia | Ngày tốt nghiệp nhóm | Ghi chú                                                                    |
| ---------- | ----------------------- | ----------------------------------------- | ------------- | -------------------- | -------------------------------------------------------------------------- |
| Aoi Sora   | 蒼井そら/あおい そら    | Prime Agency                              | 5/10/2017     | 26/1/2018            | Trưởng nhóm Ebisu Muscats thế hệ đầu                                       |
| Asami Yuma | 麻美ゆま/あさみ ゆま    | Harvesters                                | 5/10/2017     | 26/1/2018            | Thành viên Ebisu Muscats thế hệ đầu Trưởng nhóm Ebisu Muscats thế hệ thứ 2 |
| Rio        | りお                    | T-Powers                                  | 5/10/2017     | 26/1/2018            | Thành viên Ebisu Muscats thế hệ đầu                                        |

## Danh sách đĩa nhạc
Ebisu Muscats

### Đĩa đơn
| Thứ tự | Ngày phát hành | Tiêu đề             | Số hiệu tiêu chuẩn                              | Thứ hạng cao nhất trên BXH | Ghi chú |
| ------ | -------------- | ------------------- | ----------------------------------------------- | -------------------------- | ------- |
| 1      | 12/8/2019      | EBISU ANIMAL ANTHEM | EBIMUS004 (Bản giới hạn) EBIMUS005 (Bản thường) | 157                        |         |
| 2      | 19/10/2019     | Majogarīta          | EBIMUS007                                       | 70                         |         |

### Album
| Thứ tự | Ngày phát hành | Tiêu đề                       | Số hiệu tiêu chuẩn                                                                                 | Thứ hạng cao nhất trên BXH                            | Ghi chú |
| ------ | -------------- | ----------------------------- | -------------------------------------------------------------------------------------------------- | ----------------------------------------------------- | ------- |
| 1      | 10/8/2022      | Ebisu Muscats 10thANNIVERSARY | (Bản giới hạn: Rainbow) MUCD-8168/9 (Bản thường A: Smile) MUCD-1493 (Bản thường B: Sexy) MUCD-1494 | 63 (Bản giới hạn) 72 (Bản thường A) 80 (Bản thường B) |         |

### Music card
| Thứ tự | Ngày phát hành | Tiêu đề                                      | Số hiệu tiêu chuẩn | Thứ hạng cao nhất trên BXH | Ghi chú                                          |
| ------ | -------------- | -------------------------------------------- | ------------------ | -------------------------- | ------------------------------------------------ |
| 1      | 4/5/2018       | Jyarimichi/Hop Step Back                     | EBIMUS001          |                            | Chỉ bán tại sự kiện trực tiếp (48 bản tổng cộng) |
| 2      | 15/12/2018     | Janjanpārē/Paradise BAD Line/Tagatame        | EBIMUS002          |                            | Chỉ bán tại sự kiện trực tiếp (33 bản tổng cộng) |
| 3      | 13/5/2019      | EBISU ANIMAL ANTHEM/Datte Koidashin/Batsuwan | EBIMUS003          |                            | Chỉ bán tại sự kiện trực tiếp (30 bản tổng cộng) |
| 4      | 19/10/2019     | Majogarīta/Twenty-Nine/Class                 | EBIMUS006          |                            | Chỉ bán tại sự kiện đặc biệt (30 bản tổng cộng)  |

### Nhạc phân phối
| Thứ tự | Ngày phát hành | Tiêu đề | Số hiệu tiêu chuẩn | Thứ hạng cao nhất trên BXH | Ghi chú                                                                             |
| ------ | -------------- | --- | ------------------ | -------------------------- | ----------------------------------------------------------------------------------- |
| 1      | 5/8/2020       | DIGITAL NOISE/PUZZLE | EBIMUS008          |                            | Bản giới hạn trực tuyến trên trang phát hành của các công ti                        |
| 2      | 21/12/2020     | Mini Muscats (Mini Album)8 bài hát 1. 徒花 (feat. ATM) 2. 孤独 -ひとり- (feat. 三上悠亜) 3. チョンゲーオ (feat. 紅蠍) 4. PUZZLE (MOMOROCK) 5. 徒花(インストゥルメンタル) 6. 孤独-ひとり-(インストゥルメンタル) 7. チョンゲーオ(インストゥルメンタル) 8. PUZZLE(インストゥルメンタル） | EBIMUS009          |                            | Một số lượng giới hạn gồm 16 music card sẽ được phát hành tại buổi diễn ngày 21/12. |
| 3      | 25/5/2022      | NO VICTORY WITHOUT DREAM | MUCD/EBIMUS010     |                            | Bản giới hạn trực tuyến trên trang phát hành của các công ti                        |

## Sản phẩm hợp tác
| Tiêu đề                  | Hình thức hợp tác                                                                             | Thông tin khác                                                         |
| ------------------------ | --------------------------------------------------------------------------------------------- | ---------------------------------------------------------------------- |
| EBISU ANIMAL ANTHEM      | Nhạc nền kết thúc chương trình "Sumomomomomomo! Peach CAFÉ" của Yomiuri TV trong tháng 6      | Nằm trong đĩa đơn thứ 3 "EBISU ANIMAL ANTHEM/Datte Koidashin/Batsuwan" |
| EBISU ANIMAL ANTHEM      | Nhạc nền kết thúc chương trình "音力-ONCHIKA-" của Yomiuri TV trong tháng 6                   | Nằm trong đĩa đơn thứ 3 "EBISU ANIMAL ANTHEM/Datte Koidashin/Batsuwan" |
| EBISU ANIMAL ANTHEM      | Nhạc nền kết thúc chương trình "Kyūn!" của Yomiuri TV trong tháng 6                           | Nằm trong đĩa đơn thứ 3 "EBISU ANIMAL ANTHEM/Datte Koidashin/Batsuwan" |
| Majogarīta               | Nhạc nền kết thúc chương trình "Lễ hội câu chuyện hài DREAM Drive" của TOKYO MX trong tháng 1 | Nằm trong đĩa đơn thứ 4 "Majogarīta/Twenty-Nine/Class"                 |
| NO VICTORY WITHOUT DREAM | Nhạc nền kết thúc chương trình "Kannai Devil" của TV Kanagawa (tvk) trong tháng 8             |                                                                        |